# Vasili Perov
Vasili Grigórievich Perov (Василий Григорьевич Перов, de apellido real Kridener - Криденер, 2 de enero de 1834 - 10 de junio de 1882) fue un pintor ruso.
Perov se dedicó a la pintura real o realista y crítica. Fue un precursor directo de los Peredvízhniki.
Lo más representativo de su obra data de la década de 1860. En sus cuadros se aprecia su democratismo, su proximidad a lo popular, a la vida cotidiana del pueblo, y también denota sincera compasión hacia los humildes. Por lo anterior, se puede comparar con dos importantes escritores compatriotas y contemporáneos suyos: Nikolái Nekrásov y Fiódor Dostoyevski, de quien pintó un famoso retrato.

## Características de la obra
En la descripción de las pinturas que aquí se reproducen, se van a constatar las características mencionadas.
Despedida del Difunto: el conjunto de los personajes sube con lentitud un repecho, en una composición donde la diagonal descendente confiere gran dramatismo.
Troika: tres niños cansados y con frío arrastran un trineo con un barril lleno de agua por una calle invernal.
La Última Taberna a la Entrada de la Ciudad: otra vez la cuesta, la diagonal, la nieve, y los trineos; en otro cuadro de clave baja y poco colorido. Las luces mortecinas de la taberna y el sendero congelado y sucio le dan un clima opresivo a la pintura.
Retrato de F. M. Dostoyevski: hacía 1870, Pável Tretiakov le encargó retratos de personas notables de la sociedad, y Perov representó al escritor. La pintura lo muestra a sus 51 años como un hombre maduro e introspectivo. El rostro y también las manos bañados por la luz logran expresar la intensa vida espiritual y la conciencia social del retratado.

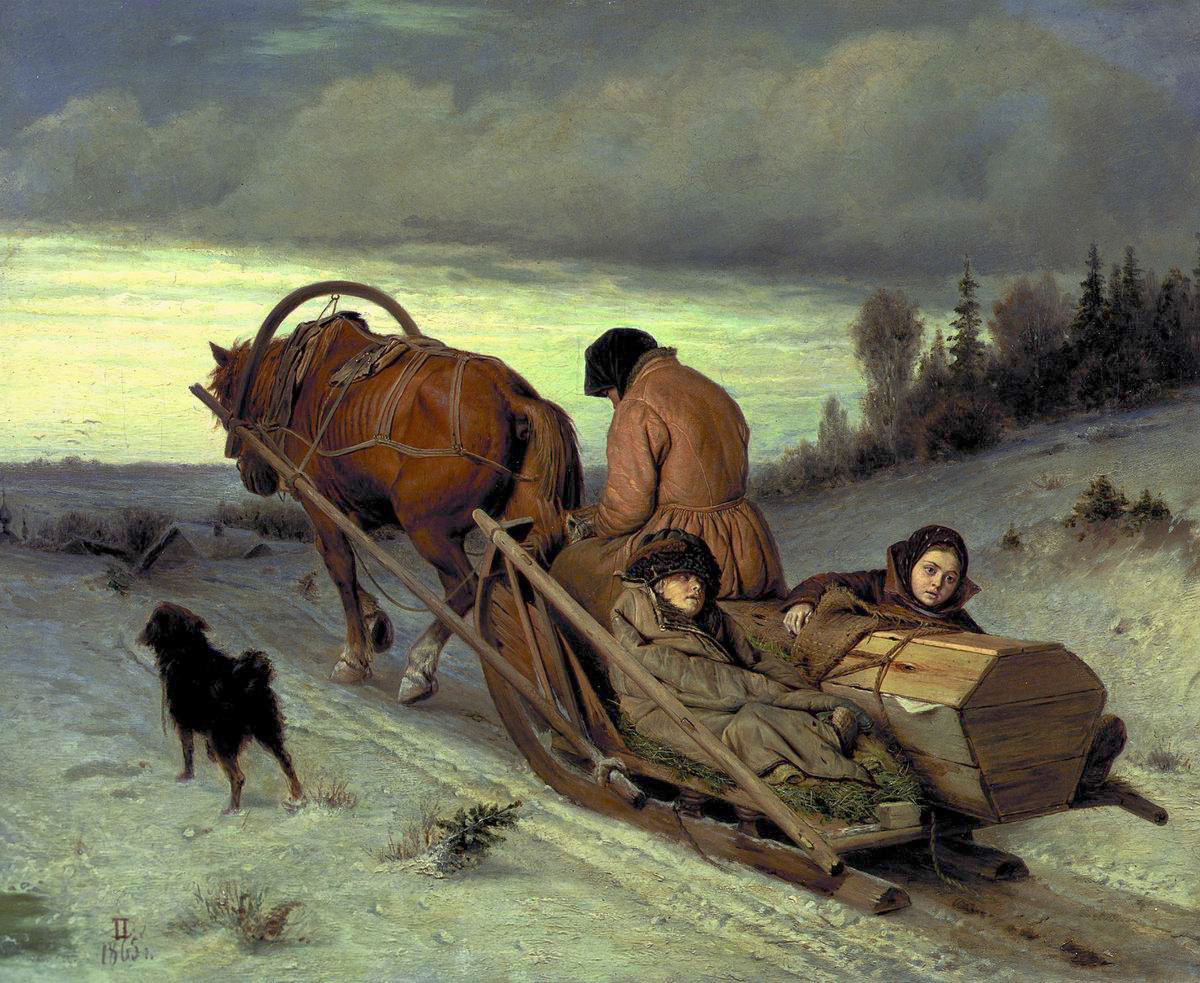
Despedida del difunto, 1865
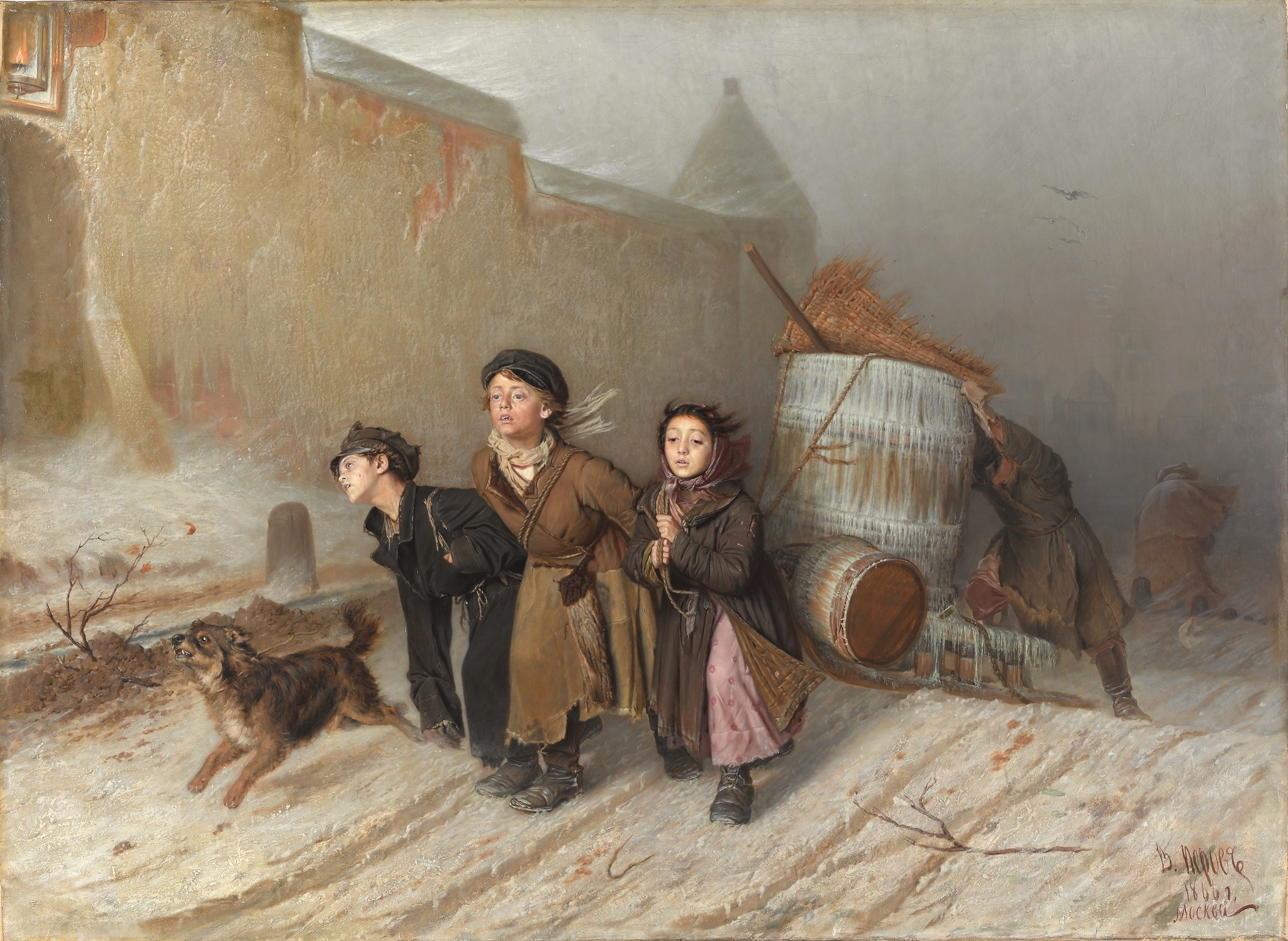
Troika, 1866
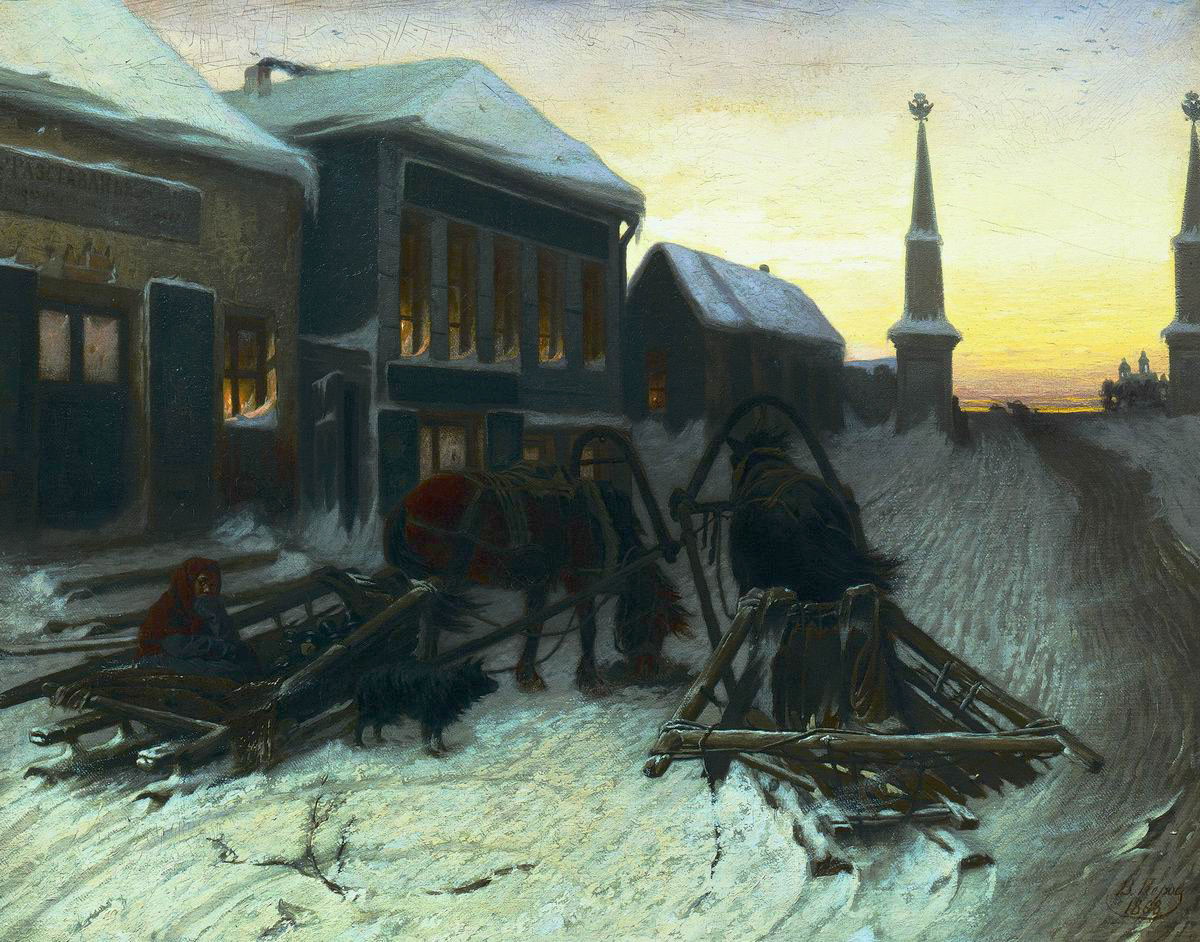
La última taberna a la entrada de la ciudad, 1868
Los cazadores en un alto, 1871
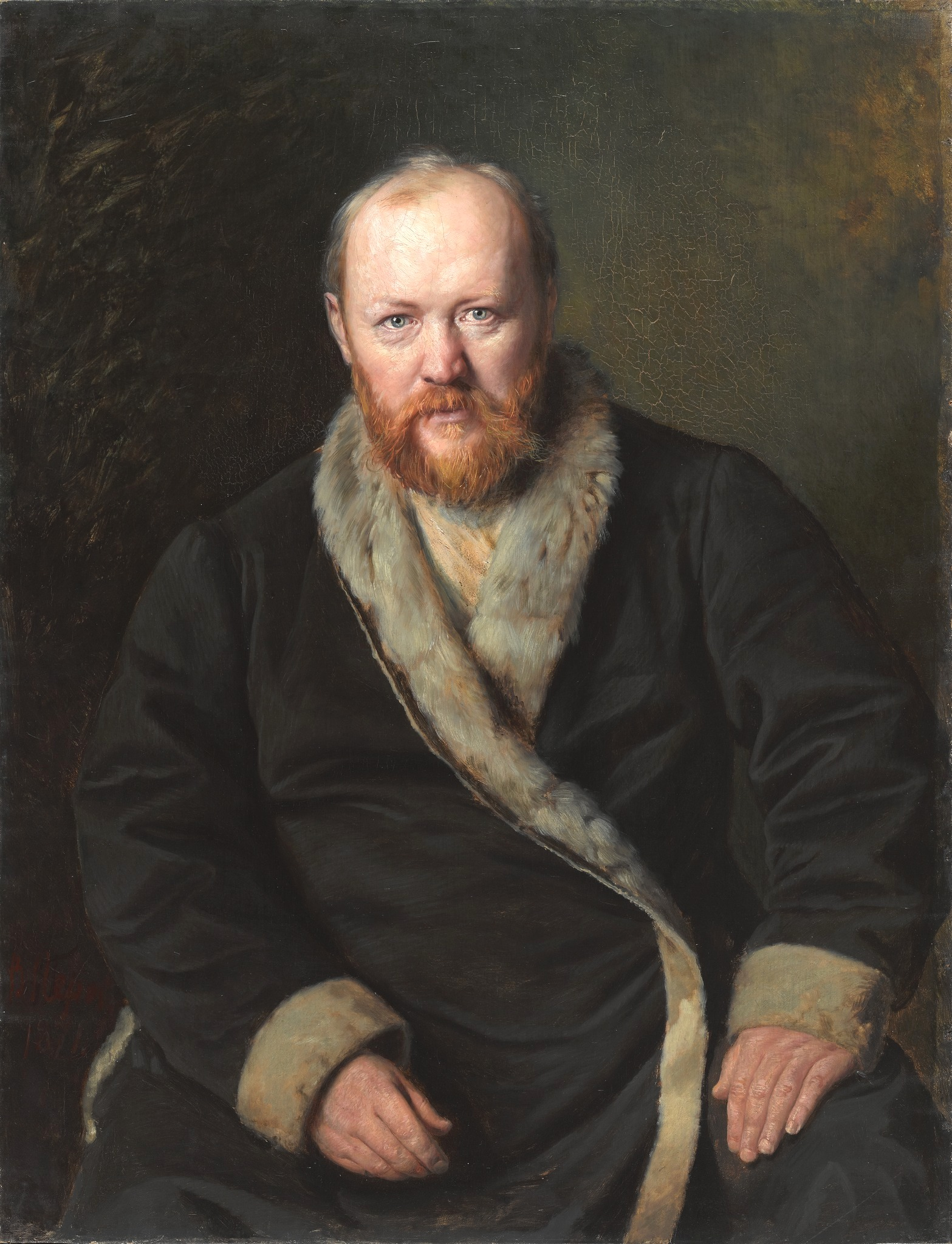
Retrato de Aleksandr Ostrovski, 1871
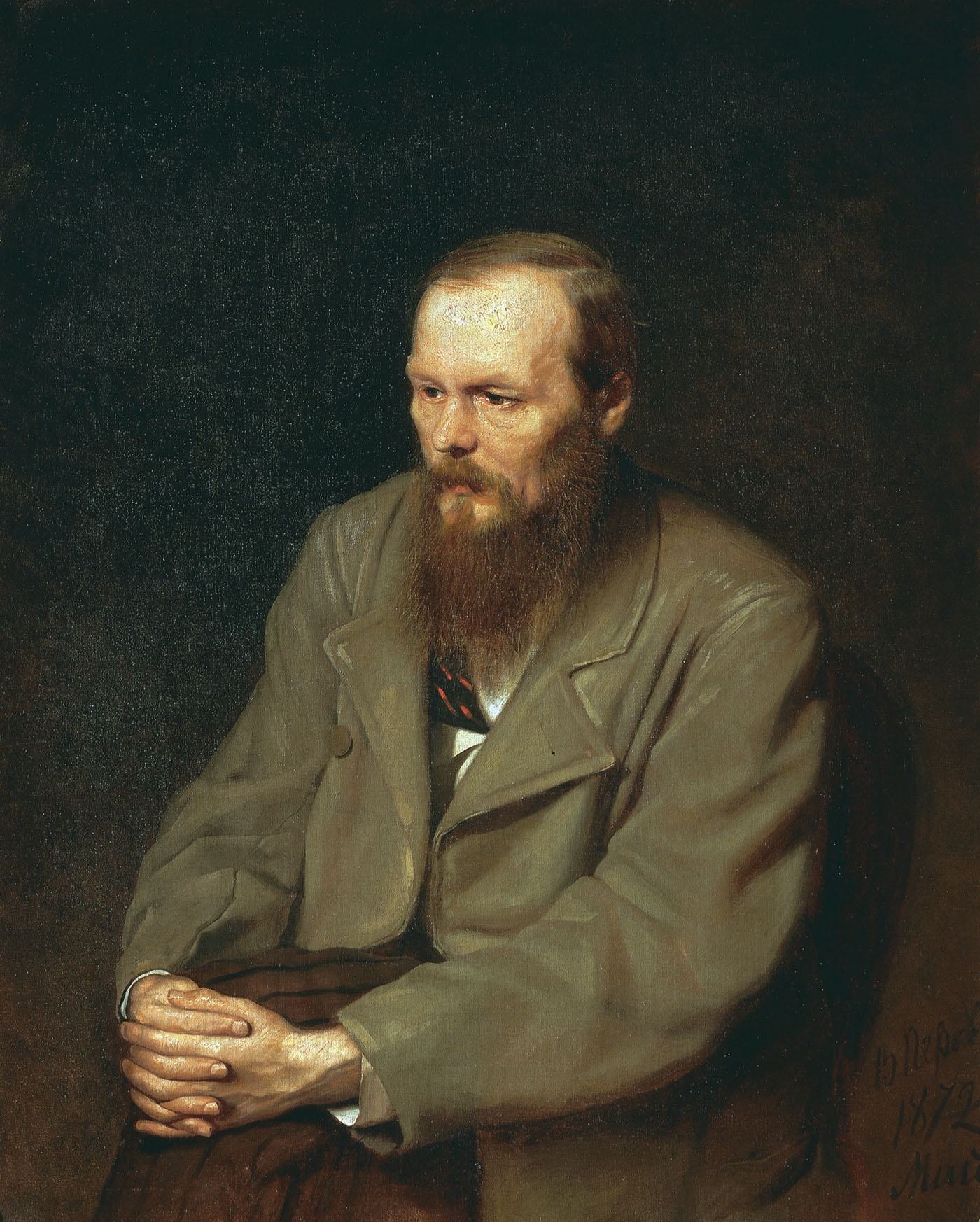
Retrato de F. M. Dostoyevski, 1872
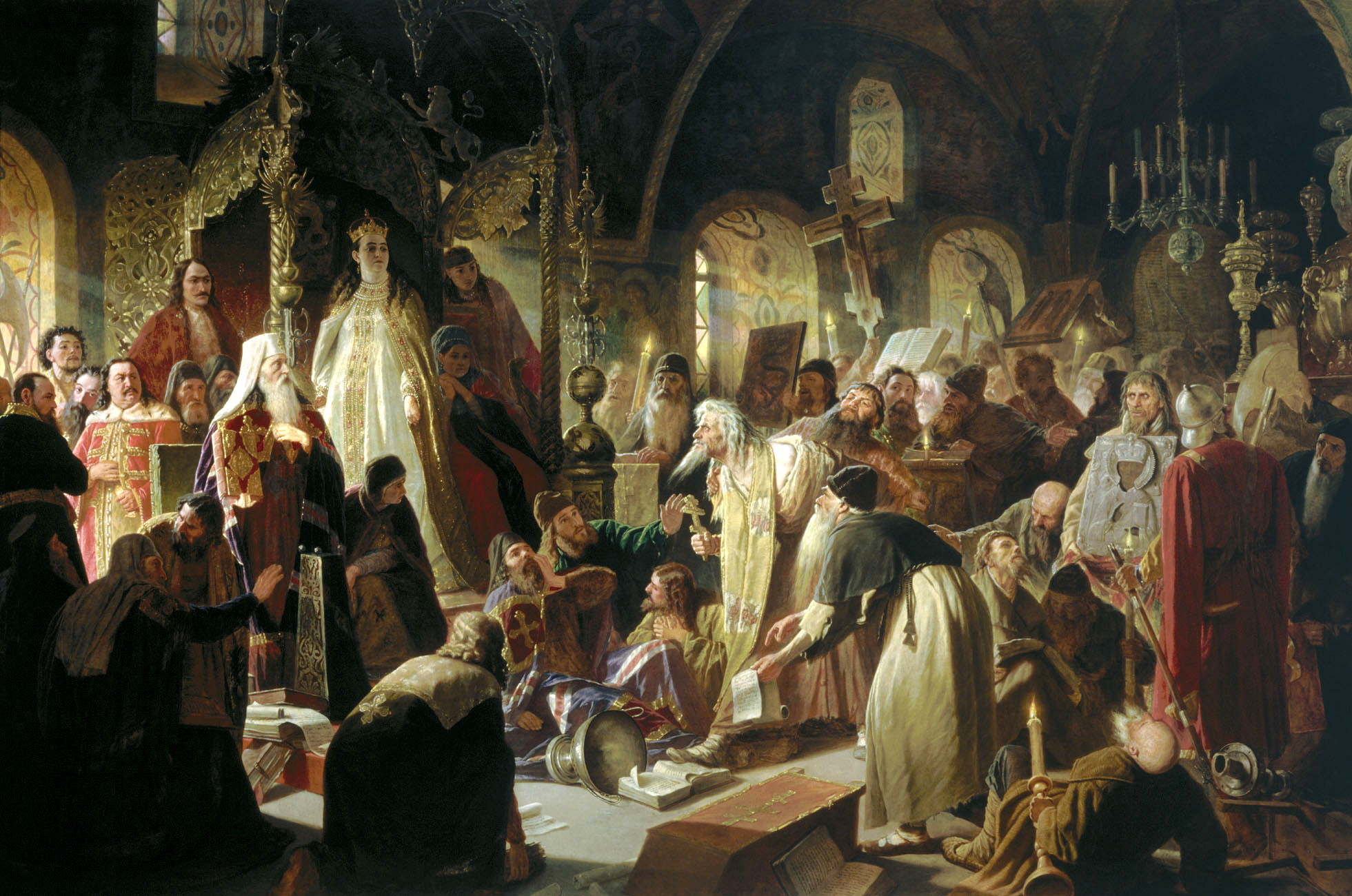
Nikita Pustosviat. Debate sobre la Fe, 1881